# ダンスホール (競走馬)
ダンスホール（Dancehall、1986年4月6日 - 2004年9月24日）は、フランスの競走馬および種牡馬。中距離前後の距離を得意とし、引退レースのパリ大賞典は当時のレコードタイムで勝利している。また、唯一敗戦したジョッケクルブ賞で1着のオールドヴィックに7馬身離されながらも2着に入り、生涯の連対率は100パーセントを誇っている。

## 経歴
競走馬としてはフランスのGⅠ競走であるパリ大賞典を制した他、フランスダービーでも2着となるなど堅実に走り続けた。
競走馬を引退後は、シンボリ牧場が日本に種牡馬として輸入。初年度の種付け料は高額で設定された。重賞勝ち馬としてはマウンテンストーンやミッキーダンスを出したが、期待に沿った結果とは言えなかった。
結局、GⅠ馬輩出のような目を見張る成績を挙げられないまま、2004年9月24日に死亡。18歳没。

## 年度別競走成績
- 1988年（2戦2勝）
  - コンデ賞 (G3)
- 1989年（4戦3勝）
  - パリ大賞典 (G1) ,オカール賞 (G2) ,ノアイユ賞 (G2)

## 主な産駒
- 1991年産
  - Diamond Dance（ペネロープ賞（仏G3））
- 1993年産
  - マウンテンストーン（青葉賞、メトロポリタンステークス）
- 1995年産
  - スイートマティルダ（サンケイスポーツ賞4歳牝馬特別2着）
- 1996年産
  - ミッキーダンス（金鯱賞、小倉記念、朝日チャレンジカップ）
  - シンボリモンソー（セントライト記念2着）

### ブルードメアサイアーとしての主な産駒
- 2000年産
  - ハードクリスタル（東海ステークス、ブリーダーズゴールドカップ）
- 2003年産
  - チャンストウライ（佐賀記念、兵庫大賞典2回、兵庫ダービー、菊水賞、東海菊花賞、楠賞）

## 血統表
| ダンスホールの血統（ノーザンダンサー系 / Native Dancer5×5×4=12.50%、Nearco5×5=6.25%、Sicambre5×5=6.25%） | ダンスホールの血統（ノーザンダンサー系 / Native Dancer5×5×4=12.50%、Nearco5×5=6.25%、Sicambre5×5=6.25%） | ダンスホールの血統（ノーザンダンサー系 / Native Dancer5×5×4=12.50%、Nearco5×5=6.25%、Sicambre5×5=6.25%） | （血統表の出典） | （血統表の出典） |
| 父 Assert 1979 鹿毛                                                                                      | 父の父Be My Guest 1974 栗毛                                                                              | Northern Dancer                                                                                          | Nearctic         | Nearctic         |
| 父 Assert 1979 鹿毛                                                                                      | 父の父Be My Guest 1974 栗毛                                                                              | Northern Dancer                                                                                          | Natalma          |                  |
| 父 Assert 1979 鹿毛                                                                                      | 父の父Be My Guest 1974 栗毛                                                                              | What a Treat                                                                                             | Tudor Minstrel   | Tudor Minstrel   |
| 父 Assert 1979 鹿毛                                                                                      | 父の父Be My Guest 1974 栗毛                                                                              | What a Treat                                                                                             | Rare Treat       |                  |
| 父 Assert 1979 鹿毛                                                                                      | 父の母Irish Bird 1970 黒鹿毛                                                                             | Sea-Bird                                                                                                 | Dan Cupid        | Dan Cupid        |
| 父 Assert 1979 鹿毛                                                                                      | 父の母Irish Bird 1970 黒鹿毛                                                                             | Sea-Bird                                                                                                 | Sicalade         |                  |
| 父 Assert 1979 鹿毛                                                                                      | 父の母Irish Bird 1970 黒鹿毛                                                                             | Irish Lass                                                                                               | Sayajirao        | Sayajirao        |
| 父 Assert 1979 鹿毛                                                                                      | 父の母Irish Bird 1970 黒鹿毛                                                                             | Irish Lass                                                                                               | Scollata         |                  |
| 母 Cancan Madame 1981 鹿毛                                                                               | 母の父Mr. Prospector 1970 鹿毛                                                                           | Raise a Native                                                                                           | Native Dancer    | Native Dancer    |
| 母 Cancan Madame 1981 鹿毛                                                                               | 母の父Mr. Prospector 1970 鹿毛                                                                           | Raise a Native                                                                                           | Raise You        |                  |
| 母 Cancan Madame 1981 鹿毛                                                                               | 母の父Mr. Prospector 1970 鹿毛                                                                           | Gold Digger                                                                                              | Nashua           | Nashua           |
| 母 Cancan Madame 1981 鹿毛                                                                               | 母の父Mr. Prospector 1970 鹿毛                                                                           | Gold Digger                                                                                              | Sequence         |                  |
| 母 Cancan Madame 1981 鹿毛                                                                               | 母の母Wild Madame 1976 栗毛                                                                              | Le Fabuleux                                                                                              | Wild Risk        | Wild Risk        |
| 母 Cancan Madame 1981 鹿毛                                                                               | 母の母Wild Madame 1976 栗毛                                                                              | Le Fabuleux                                                                                              | Anguar           |                  |
| 母 Cancan Madame 1981 鹿毛                                                                               | 母の母Wild Madame 1976 栗毛                                                                              | Madame du Barry                                                                                          | Prince John      | Prince John      |
| 母 Cancan Madame 1981 鹿毛                                                                               | 母の母Wild Madame 1976 栗毛                                                                              | Madame du Barry                                                                                          | Douvres F-No.1-m |                  |